# Alexander Steen
Pour les articles homonymes, voir Steen.
Alexander Steen, né le 1er mars 1984 à Winnipeg dans la province du Manitoba au Canada, est un joueur  professionnel canado-suédois de hockey sur glace. Son père, Thomas Steen, né en Suède, a aussi joué professionnellement au hockey sur glace.

## Biographie

### Carrière de joueur
En 2001, il commence sa carrière en senior avec le Frölunda HC. L'équipe remporte l'Elitserien 2003. 

#### Maple Leafs de Toronto (2005-2008)
Il est repêché par les Maple Leafs de Toronto en première ronde, en 24e position au total au cours du Repêchage d'entrée dans la LNH 2002.
Le 5 octobre 2005, il fait ses débuts dans la Ligue nationale de hockey dans une défaite 3-2 contre les Sénateurs d'Ottawa. Lors du match suivant, le 8 octobre 2005, il marque son premier but dans la LNH dans une défaite 5-4 contre les Canadiens de Montréal. Il termine sa saison recrue avec 18 buts, 27 aides, 45 points et 42 minutes de punition en 75 parties.
Le 4 janvier 2007, il marque son premier tour du chapeau dans la LNH au cours d'une victoire écrasante 10-2 contre les Bruins de Boston,.
Le 23 février 2008, il signe un contrat de 2 ans et 3,4 millions de $ avec les Maple Leafs.

#### Blues de Saint-Louis (2008-2020)
Le 24 novembre 2008, il est échangé avec Carlo Colaiacovo aux Blues de Saint-Louis en retour de Lee Stempniak. Il joue son premier match avec sa nouvelle équipe le 26 novembre 2008 dans une défaite de 3-1 contre l'Avalanche du Colorado.
Le 1er juillet 2010, Steen signe une prolongation de contrat de quatre ans avec les Blues. Au début de la saison 2010-2011, il est nommé assistant capitaine par les Blues.
Durant le lock-out de la saison 2012-2013, il signe avec le MODO Hockey, une équipe suédoise qui évolue dans la SHL. 
Le 18 décembre 2013, il signe un contrat de 3 ans et 17,4 millions de $ avec les Blues. Au terme de la saison 2013-2014, il gagne le Trophée viking, remis chaque année au meilleur joueur suédois dans la LNH.
Le 23 septembre 2016, il signe une prolongation de contrat de 4 ans et 23 millions de $ avec les Blues.
Il gagne la Coupe Stanley avec les Blues en 2019.
Le 1er février 2020, il joue son 1000e match dans la LNH lors d'une défaite 5-2 contre les Jets de Winnipeg,.
Il annonce l'arrêt de sa carrière le 17 décembre 2020 en raison d'une blessure au dos,.

### Carrière internationale
Il représente la Suède en senior depuis 2007.

## Statistiques

### En club
| Saison     | Équipe                 | Ligue      |       | Saison régulière | Saison régulière | Saison régulière | Saison régulière | Saison régulière |    | Séries éliminatoires | Séries éliminatoires | Séries éliminatoires | Séries éliminatoires | Séries éliminatoires |
| Saison     | Équipe                 | Ligue      | PJ    | B                | A                | Pts              | Pun              | PJ               | B  | A                    | Pts                  | Pun                  |                      |                      |
| 2001-2002  | Frölunda HC            | Elitserien | 26    | 0                | 3                | 3                | 14               | 10               | 1  | 2                    | 3                    | 0                    |                      |                      |
| 2002-2003  | Frölunda HC            | Elitserien | 45    | 5                | 10               | 15               | 18               | 16               | 2  | 3                    | 5                    | 4                    |                      |                      |
| 2003-2004  | Frölunda HC            | Elitserien | 48    | 10               | 14               | 24               | 50               | 10               | 4  | 6                    | 10                   | 14                   |                      |                      |
| 2004-2005  | MODO hockey            | Elitserien | 50    | 9                | 8                | 17               | 26               | 6                | 1  | 0                    | 1                    | 4                    |                      |                      |
| 2005-2006  | Maple Leafs de Toronto | LNH        | 75    | 18               | 27               | 45               | 42               | -                | -  | -                    | -                    | -                    |                      |                      |
| 2006-2007  | Maple Leafs de Toronto | LNH        | 82    | 15               | 20               | 35               | 26               | -                | -  | -                    | -                    | -                    |                      |                      |
| 2007-2008  | Maple Leafs de Toronto | LNH        | 76    | 15               | 27               | 42               | 32               | -                | -  | -                    | -                    | -                    |                      |                      |
| 2008-2009  | Maple Leafs de Toronto | LNH        | 20    | 2                | 2                | 4                | 6                | -                | -  | -                    | -                    | -                    |                      |                      |
| 2008-2009  | Blues de Saint-Louis   | LNH        | 61    | 6                | 18               | 24               | 24               | 4                | 0  | 1                    | 1                    | 0                    |                      |                      |
| 2009-2010  | Blues de Saint-Louis   | LNH        | 68    | 24               | 23               | 47               | 30               | -                | -  | -                    | -                    | -                    |                      |                      |
| 2010-2011  | Blues de Saint-Louis   | LNH        | 72    | 20               | 31               | 51               | 26               | -                | -  | -                    | -                    | -                    |                      |                      |
| 2011-2012  | Blues de Saint-Louis   | LNH        | 43    | 15               | 13               | 28               | 24               | 9                | 1  | 2                    | 3                    | 6                    |                      |                      |
| 2012-2013  | MODO hockey            | Elitserien | 20    | 8                | 15               | 23               | 28               | -                | -  | -                    | -                    | -                    |                      |                      |
| 2012-2013  | Blues de Saint-Louis   | LNH        | 40    | 8                | 19               | 27               | 14               | 6                | 3  | 0                    | 3                    | 6                    |                      |                      |
| 2013-2014  | Blues de Saint-Louis   | LNH        | 68    | 33               | 29               | 62               | 46               | 6                | 1  | 2                    | 3                    | 6                    |                      |                      |
| 2014-2015  | Blues de Saint-Louis   | LNH        | 74    | 24               | 40               | 64               | 33               | 6                | 1  | 3                    | 4                    | 2                    |                      |                      |
| 2015-2016  | Blues de Saint-Louis   | LNH        | 67    | 17               | 35               | 52               | 48               | 20               | 4  | 6                    | 10                   | 30                   |                      |                      |
| 2016-2017  | Blues de Saint-Louis   | LNH        | 76    | 16               | 35               | 51               | 53               | 10               | 3  | 4                    | 7                    | 4                    |                      |                      |
| 2017-2018  | Blues de Saint-Louis   | LNH        | 76    | 15               | 31               | 46               | 20               | -                | -  | -                    | -                    | -                    |                      |                      |
| 2018-2019  | Blues de Saint-Louis   | LNH        | 65    | 10               | 17               | 27               | 14               | 26               | 2  | 3                    | 5                    | 2                    |                      |                      |
| 2019-2020  | Blues de Saint-Louis   | LNH        | 55    | 7                | 10               | 17               | 12               | 4                | 0  | 0                    | 0                    | 6                    |                      |                      |
| Totaux LNH | Totaux LNH             | Totaux LNH | 1 018 | 245              | 377              | 622              | 454              | 91               | 15 | 21                   | 36                   | 62                   |                      |                      |

### En équipe nationale
| Année | Compétition                  |   | PJ | B | A | Pts | Pun               |  | Résultat |
| 2002  | Championnat du monde -18 ans | 8 | 2  | 6 | 8 | 8   | 9e place          |  |          |
| 2003  | Championnat du monde junior  | 6 | 4  | 2 | 6 | 6   | 8e place          |  |          |
| 2004  | Championnat du monde junior  | 6 | 2  | 1 | 3 | 4   | 7e place          |  |          |
| 2007  | Championnat du monde         | 9 | 2  | 2 | 4 | 6   | 4e place          |  |          |
| 2014  | Jeux olympiques              | 6 | 1  | 3 | 4 | 4   | Médaille d'argent |  |          |

## Trophées et honneurs personnels
- 2006-2007 : participe au 55e Match des étoiles de la LNH.
- 2018-2019 : champion de la coupe Stanley